# Oulad Teïma
Oulad Teïma (em árabe: أولاد تايمة; romaniz.: Awlād Tāymah; em tifinague: ⵡⵍⴰⴷ ⵜⴰⵢⵎⴰ), também chamada ou grafada Ouled Teima ou Houara, é uma cidade do sudoeste de Marrocos, situada entre Agadir e Tarudante, que faz parte da província de Tarudante e da região de Souss-Massa-Drâa. Em 2004 tinha 66 183 habitantes. Em 2010 estimava-se que tivesse 70 343 habitantes.

## Geografia e clima
Oulad Teïma situa-se na planície do Suz (Souss), numa área ligeiramente inclinada segundo um eixo sudeste-noroeste. Do ponto de vista geológico, a região apresenta formações do Quaternário na forma de areia mais ou menos consolidada.
O clima é marcado pela influência oceânica, das montanhas próximas e do deserto do Saara. A influência saariana faz-se sentir através do chergui, o vento quente que sopra de sudeste. Estima-se que a precipitação média anual seja de 250 mm, concentrando-se a chuva principalmente entre dezembro e fevereiro.
A temperatura média anual ronda os 20°C, variando entre os 10°C meses mais frios e os 30°C nos meses mais quentes.
A cidade está rodeada de campos agrícolas e de florestas de argões